# Cotos
Cotos, qui signifie « vieux », est un aristocrate éduen, frère de Valétiacos, qui fut élu vergobret en 52 av. J.-C. par un petit nombre de partisans de Viridomaros.

## Famille
Selon César, Cotos est issue d'une très vieille famille:
« [...] alterum Cotum, antiquissima familia natum atque ipsum hominem summae potentiae et magnae cognationis, cuius frater Valetiacus proximo anno eundem magistratum gesserit. »

« [...] Cotos, issu d’une très vieille famille, jouissant d’ailleurs d’une grande influence personnelle et ayant de nombreux parents ; son frère Valétiacos a rempli l’année précédente la même charge [celle de vergobret]. »

## Biographie
Cotos entre en opposition avec Convictolitavis et Jules César le contraint à se démettre de ses fonctions. Il commande la cavalerie éduenne lors d'un combat préliminaire qui s'est déroulé juste avant le siège d'Alésia et fut fait prisonnier.

## Sources
1. ↑  Emmanuel Arbabe, « Du peuple à la cité : vie politique et institutions en Gaule chevelue depuis l'indépendance jusqu'à la fin des Julio-Claudiens », HAL Thèses, Université Panthéon-Sorbonne - Paris I,‎ 12 mars 2013 (lire en ligne, consulté le 14 août 2023)

L'unique source connue est :
- Jules César, La Guerre des Gaules